# Wysepka

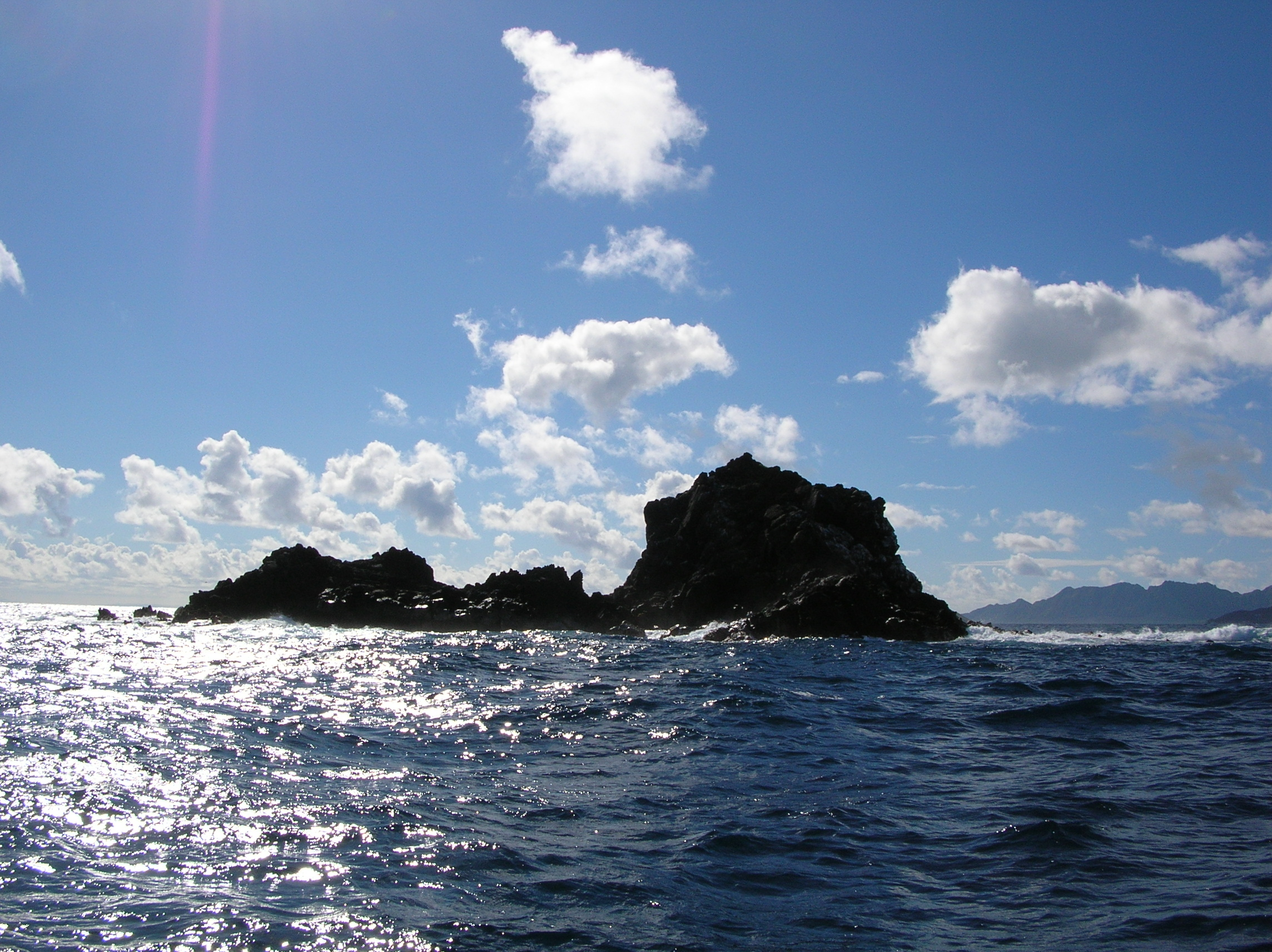
Wysepka w pobliżu Hawajów

Wysepka – rodzaj niewielkiej wyspy. Może być piaskowa lub skalista i ma wymiary kilkudziesięciu metrów. Szczególną odmianą wysepki jest szkier.

## Przykłady wysepek
- Rockall
- Montecristo
- Wyspa Słodowa
- Vesitükimaa